# Place des Moulins
La Place des Moulins se trouve dans le 2e arrondissement de Marseille. 

## Origine du nom
Cette dénomination provient de l’implantation de moulins à vent installés sur ce point haut. Sur les gravures du XVIIIe siècle on peut en dénombrer une quinzaine, il en reste encore trois : deux au sud englobés dans des maisons et un au nord-est aménagé en habitation au N° 28. L'auteur ayant passé la plupart de sa vie à Marseille a résidé pendant plus de 15 ans aux abords de cette place.

## Historique

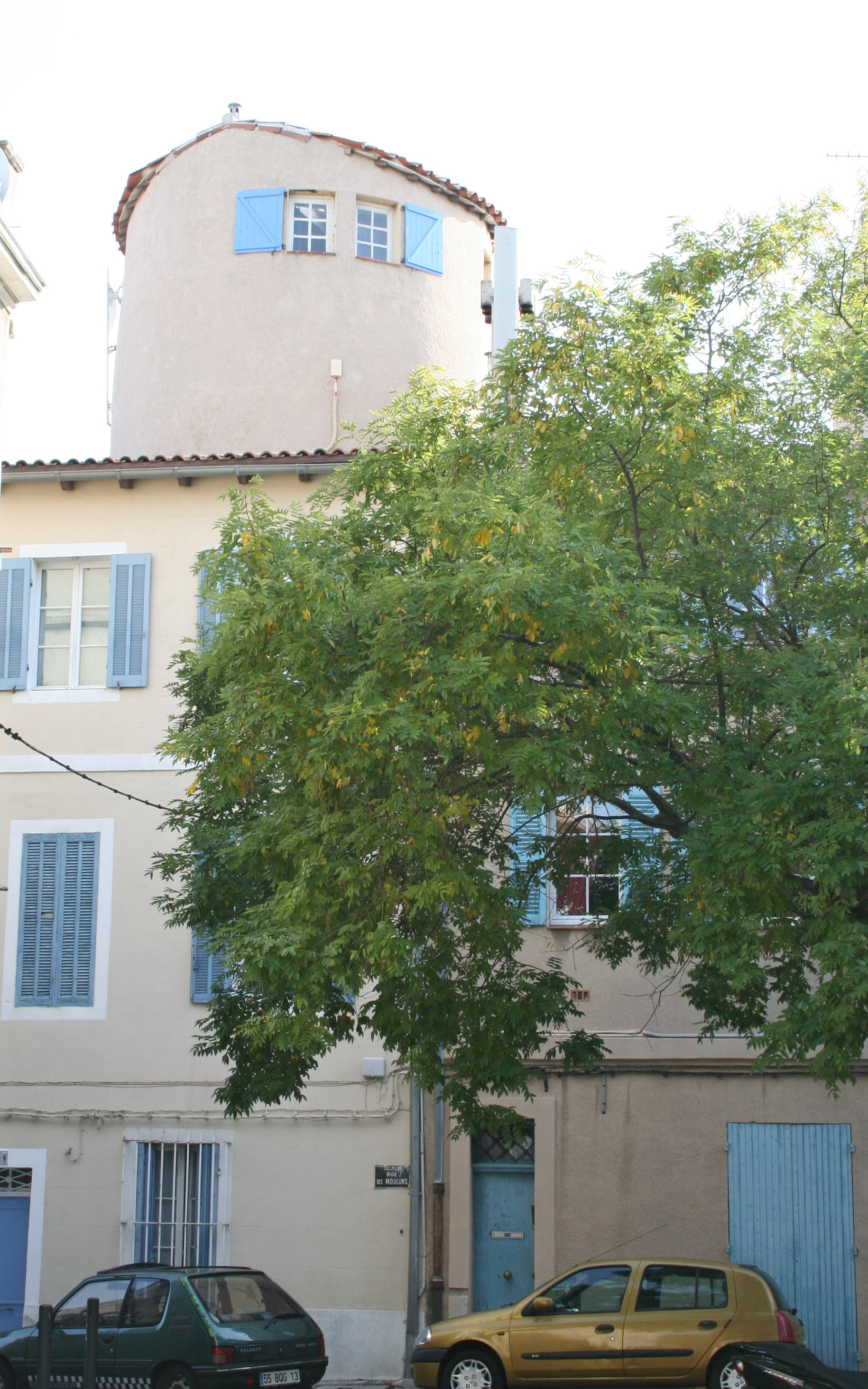
Ancien moulin